# Operación Safeguard (2025)
La operación Safeguard es un plan de las autoridades de ley del Gobierno de los Estados Unidos puesto en marcha desde el 21 de enero de 2025, con el Servicio de Inmigración y Control de Aduanas (ICE por sus siglas en inglés) actuando como agencia líder. Su objetivo es detener y expulsar rápidamente a los inmigrantes indocumentados que viven en zonas urbanas de Estados Unidos, especialmente en sus ciudades santuario, que limitan su colaboración con las autoridades federales de inmigración.

## Panorama
Esta operación es uno de varios planes operativos y de contingencia del Gobierno de los Estados Unidos que, según el Servicio de Investigación del Congreso, están «destinados a frenar la migración no autorizada y el tráfico de personas, e interceptar el tráfico de drogas»; Safeguard se centra en «frenar la migración no autorizada alejando a los migrantes no autorizados de las zonas urbanas».

## Objetivo
El objetivo de la operación es detener a inmigrantes indocumentados en las ciudades santuario y expulsarlos de los Estados Unidos, según un agente especial del ICE, los arrestos iniciales «se centrarán en más de 300 personas con antecedentes de crímenes violentos y atroces».
Se estableció que las autoridades realizarán redadas masivas, algunas de las principales áreas metropolitanas donde se llevarán a cabo estas acciones tempranas de cumplimiento incluyen Washington D. C., Filadelfia, Los Ángeles, Denver y, como foco inicial, Chicago.

## Planificación operativa

Ciudades Santuario de los Estados Unidos*
El estado tiene legislación que establece un santuario a nivel estatal para inmigrantes ilegales.
El condado o equivalente de condado contiene una municipalidad que es un santuario para inmigrantes ilegales, o es un santuario por sí mismo.
Todas las cárceles de condado en el estado no cumplen con las órdenes de detención de ICE.
Junto con la legislación o políticas a nivel estatal que establecen un santuario para inmigrantes ilegales, el condado contiene una municipalidad que tiene políticas o ha tomado medidas para proporcionar un santuario adicional a los inmigrantes ilegales.
- El mapa se basa en información publicada por Inmigración y Control de Aduanas de los Estados Unidos en un reporte de febrero de 2017 delimitando jurisdicciones que han rechazado las detenciones de ICE.

La planificación táctica para la activación de la Operación Safeguard en 2025 fue coordinada por agentes de campo de ICE que trabajaron desde Chicago, Illinois a fines de 2024 o principios de 2025, operando bajo la dirección de la oficina de transición de Trump y pasando por alto el liderazgo de la agencia y la entonces administración de Biden. El 17 de enero de 2025, tres días antes de la segunda toma de posesión de Donald Trump, se realizó en Chicago una reunión informativa operativa para agentes del ICE.
Tom Homan, conocido como el «Zar de la frontera» afirma que los vuelos de deportación están programados para comenzar durante la primera semana de la presidencia de Trump. También anticipa que organizaciones como la Unión Estadounidense de Libertades Civiles presenten demandas diarias contra los esfuerzos de deportación, aunque aseguró prestarles poca atención.
Aunque Chicago ha sido señalado como el «epicentro» de las deportaciones masivas con unos 150 agentes del ICE, Homan asegura que se llevará a cabo una «gran redada» a nivel nacional. Aunque podría ampliarse en alcance con la reasignación de agentes de la ley de otras agencias federales y la delegación federal de policías locales y soldados de la Guardia Nacional ofrecidos voluntariamente por los estados. En una entrevista con NBC News el 18 de enero, el entonces presidente electo Donald Trump confirmó, sin referirse a la operación por su nombre, que «ya estamos preparados y comenzará».